# Pinolenwerkzeug
Pinolenwerkzeuge sind Extrusionswerkzeuge, welche vor allem für Ummantelungen von Leitern bei der Kabelummantelung oder Schlauchherstellung beim Extrusionsblasformen eingesetzt werden. Im Gegensatz zu einem Stegdornwerkzeug kann durch das Pinolenwerkzeug etwas hindurchgeführt werden (z. B. ein Draht).
Die ins Werkzeug eintretende Schmelze wird über einen Verteilerkanal oder ein Verteilersystem (mehrere Kanäle), welche sich auf der Pinole befinden, herumgeführt. 
Verteilerkanalgeometrien (beginnend mit der wichtigsten):

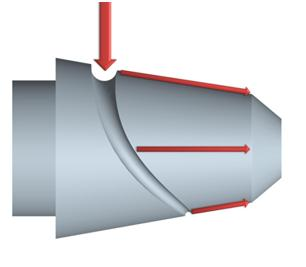
Abb. 1: konische Pinole (aufgewickelter Kleiderbügel)

- Die optimale Pinolengeometrie ist jene des aufgewickelten Kleiderbügelverteilers [Abb. 1]. Grundlage hierfür ist das weiterentwickelte Berechnungssystem für Verteilersysteme von Breitschlitzwerkzeugen. Dieses Konzept wurde für die Auslegung konischer und zylindrischer Pinolen erweitert. Mit diesem System ist möglich: 
  - Einhalten eines konstanten Durchsatzes über den Umfang bei gleichem Druckabfall vom Werkzeugeintritt bis zum -austritt auf allen Fließwegen
  - konstante Schergeschwindigkeit, dem zufolge auch konstante Viskosität im ganzen Werkzeug.
- Ringnut mit großer Querschnittsfläche um die Pinole, mit nachgeschaltetem hohen Fließwiderstand (Parallelführung). Nicht geeignet für große Austrittsdurchmesser sowie thermisch empfindliche Formmassen.
- Bei der Herzkurve wird der Schmelzestrom in zwei Teilströme aufgeteilt. Diese sollten einen möglichst gleich langen Fließweg um die jeweilige Pinolenhälfte haben, bevor sie am Ende der Pinole wieder zusammengeführt werden. Die Kontur dieses Teilers erinnert an die eines Herzens, daher der Name. Bei dieser Geometrie entstehen zwei Bindenähte, welche als mechanische Schwachstellen angesehen werden können. Im Gegensatz zu dem Kleiderbügelverteiler wird der Verdrängungskörper umströmt und nicht überströmt. Durch Einsetzen zweier „versetzter“ Herzkurven kann man Verbesserungen erzielen.

## Ummantelung von Elektroleitungen
Die Ummantelung erfolgt nach:

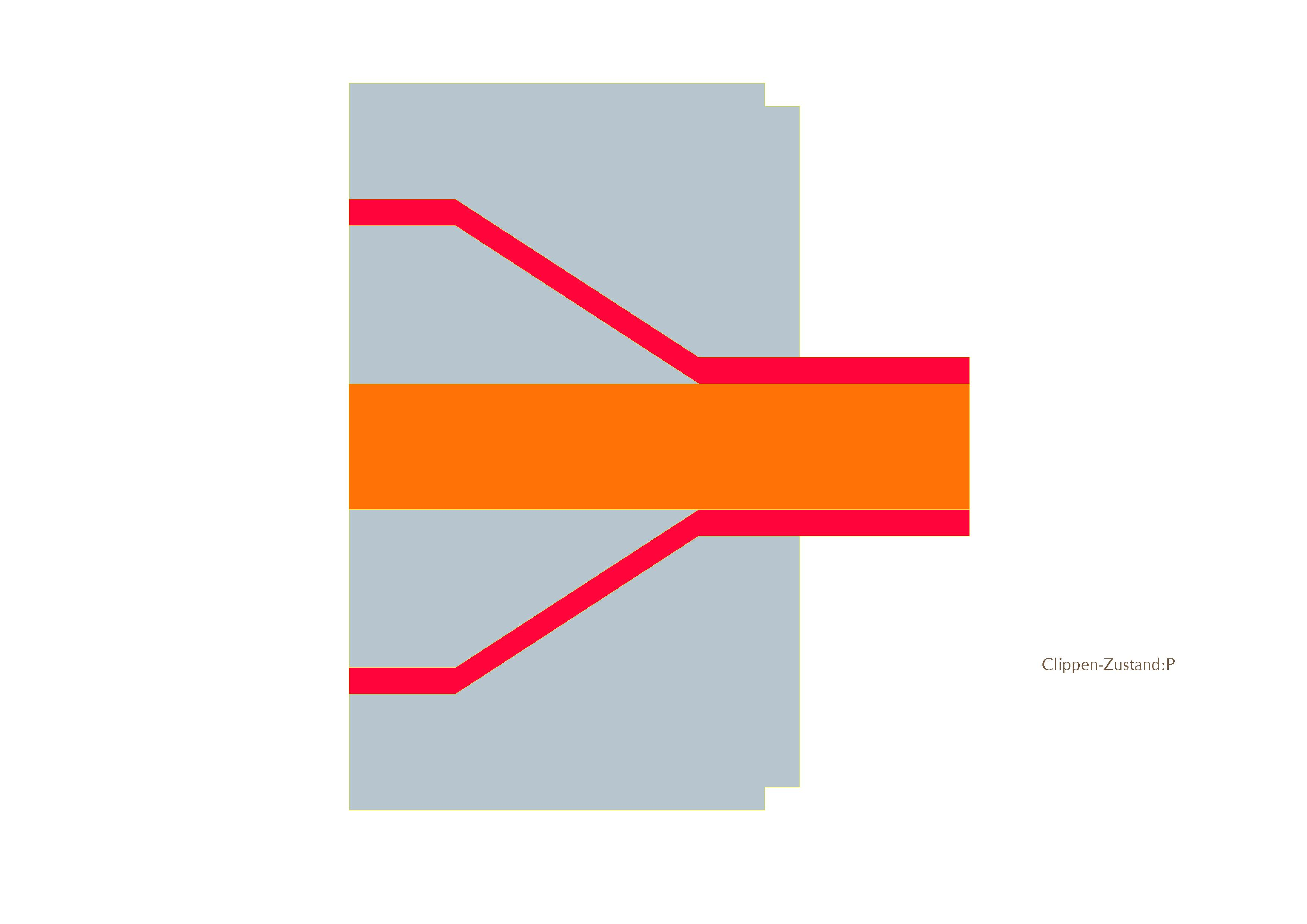
Abb. 2: Prinzipskizze der Druckummantelung

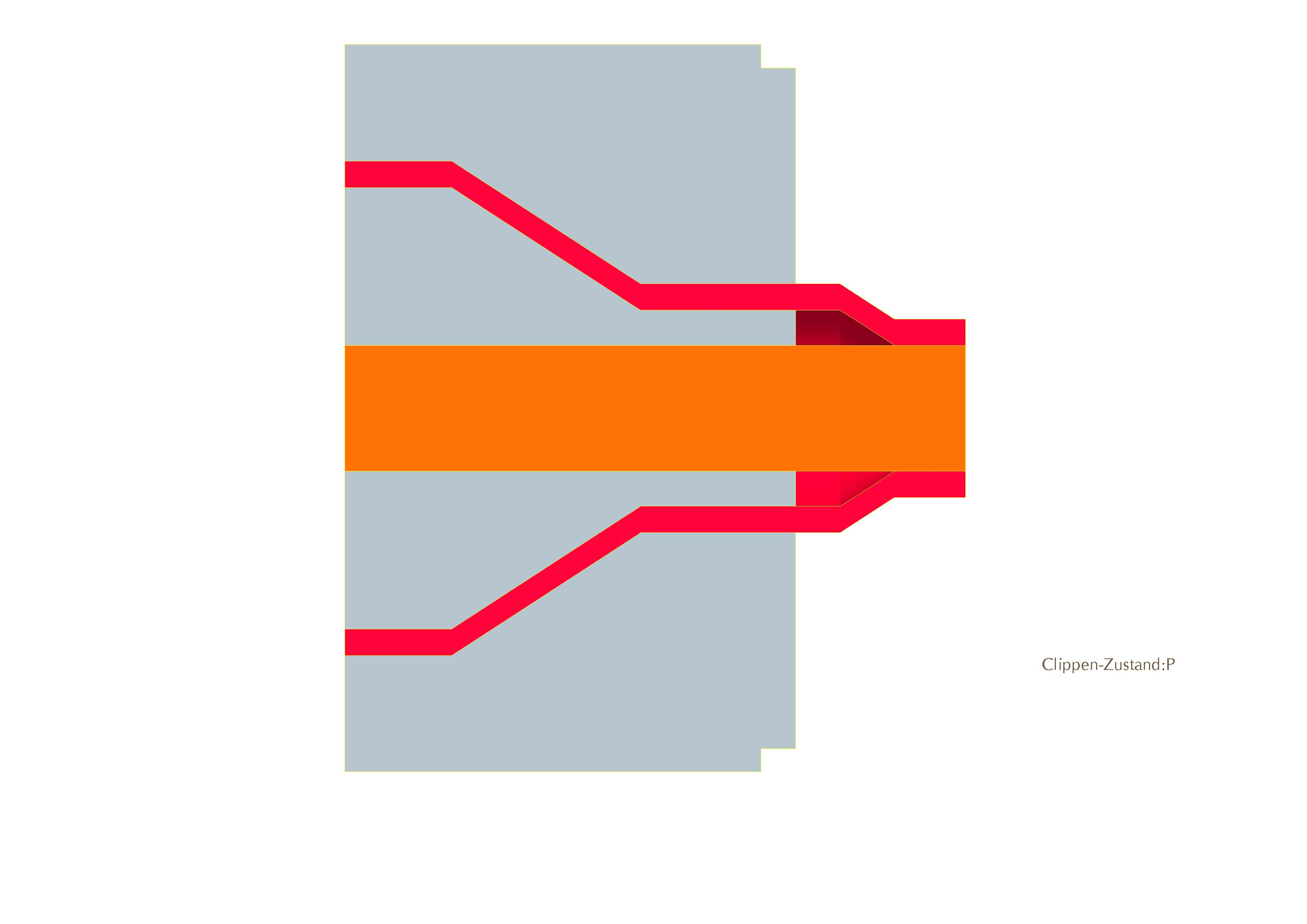
Abb. 3: Prinzipskizze der Schlauchummantelung

- dem Druckprinzip: im Druckwerkzeug können unrunde Unterkonstruktionen zu einem runden Querschnitt aufgefüllt werden [Abb. 2]. Mit der Druckmethode sind im Allgemeinen hohe Haftfestigkeiten zu erzielen. Es ist so auch möglich, ein Kabel mit drei oder mehr Leitern zu ummanteln, wobei alle entstehenden Zwischenräume mit Kunststoff ausgefüllt werden. Durch Anlegen von Unterdruck an der Pinole kann die Haftfestigkeit den Erfordernissen angepasst werden.
- dem Schlauchprinzip: ein gleichmäßig dicker Überzug wird aufgebracht, der sich weitgehend dem vorgegebenen Querschnitt anpasst [Abb. 3]. Diese Methode erlaubt ein leichtes Abschälen der Ummantelung (Abisolieren).